# Norawit Titicharoenrak
Norawit Titicharoenrak (tiếng Thái: นรวิชญ์ ฐิติเจริญรักษ์, phiên âm: No-ra-vít Thi-ti-cha-rơn-rác, sinh ngày 13 tháng 6 năm 2004) còn có nghệ danh là Gemini (เจมีไนน์), là một diễn viên và ca sĩ người Thái Lan trực thuộc GMMTV. Gemini bắt đầu sự nghiệp của mình khi tham gia chương trình truyền hình thực tế "Thailand School Star" vào năm 2019. Sau khi lọt vào vòng chung kết, anh đã ký hợp đồng độc quyền với GMMTV. Sau đó, anh ấy bắt đầu diễn xuất khi xuất hiện với vai phụ trong Bad Buddy The Series vào năm 2021. Năm 2022, anh được chú ý hơn khi đóng vai Tinn một trong những vai chính trong bộ phim Boy Love My School President. 

## Sự nghiệp
Năm 2019, Gemini tham gia chương trình truyền hình thực tế của GMMTV, "Thailand School Star" và đã lọt vào vòng chung kết, sau đó anh đã ký hợp đồng độc quyền với GMMTV. Vào năm 2021, có vai diễn đầu tiên với vai phụ trong Bad Buddy The Series. Vào ngày 2 tháng 12 năm 2022, serie BL My School President bắt đầu phát sóng trên GMM25, anh góp mặt với tư cách là vai chính cùng bạn của mình là  Nattawat Jirochtikul  và cả hai cũng tiếp tục là bạn diễn của nhau trong Midnight Series: Moonlight Chicken với vai phụ.
Trong sự kiện công bố dự án của GMMTV "GMMTV 2023: Diversly Yours", Gemini sẽ đóng vai chính trong Our Skyy 2. và cũng sẽ có một vai phụ trong 23.5 degrees, một sê-ri GL do Love Pattranite và Milk Pansa thủ vai.nhưng sau đó GMMTV đưa ra thông báo rằng cả 2 sẽ không tham gia vào Series này mà sẽ chuẩn bị cho một Series riêng khác, dự kiến phát sóng vào năm 2024.

## Cuộc sống và giáo dục
Norawit sinh ra ở thành phố Bangkok, Thái Lan vào ngày 13 tháng 6 năm 2004. Anh có biệt danh là Song Tử theo cung hoàng đạo của mình. Vào tháng 5 năm 2022, Gemini đã hoàn thành chương trình giáo dục trung học tại Harrow International School. Hiện là anh đang là sinh viên Cử nhân Nghệ thuật và Khoa học về Đổi mới Tích hợp (BAScii) tại Đại học Chulalongkorn.

## Phim
| Năm  | Tên                                | Vai trò             | Kênh            | Ghi chú                                | Chú thích |
| ---- | ---------------------------------- | ------------------- | --------------- | -------------------------------------- | --------- |
| 2021 | Bad Buddy Series                   | Khách mời           | GMM25           | Tập 10                                 | [ 10 ]    |
| 2022 | My School President                | Vai chính/ Tinn     | GMM25           | Cùng với Nattawat Jirochtikul (Fourth) | [ 11 ]    |
| 2023 | Midnight Series: Moonlight Chicken | Vai phụ/ Heart      | Disney+ Hotstar | Cùng với Nattawat Jirochtikul (Fourth) | [ 12 ]    |
| 2023 | Our Skyy 2                         | Vai chính/ Tinn     | GMM25           | Cùng với Nattawat Jirochtikul (Fourth) | [ 13 ]    |
| 2024 | My love mix-up                     | Vai Chính/ Kongthap | GMM25           | Cùng với Nattawat Jirochtikul (Fourth) |           |

## Chương trình truyền hình
| Năm  | Tên                              | Vai trò    | Mạng    | Ghi chú            | Chú thích                   |
| ---- | -------------------------------- | ---------- | ------- | ------------------ | --------------------------- |
| 2019 | Thailand School Star 2019        | Thí sinh   | Youtube |                    | [ 14 ]                      |
| 2021 | E.M.S Earth - Mix Space          | Khách mời  | GMM 25  | Tập 19             | [ 15 ]                      |
| 2022 | Sound Check 2022                 | Khách mời  | One 31  | Tập 193            | [ 16 ]                      |
| 2022 | Arm Share                        | Khách mời  | Line TV | Tập 83,108,113,115 | [ 17 ] [ 18 ] [ 19 ] [ 20 ] |
| 2022 | Young Survivors                  | Khách mời  | Youtube | Tập 1,4            | [ 21 ] [ 22 ]               |
| 2022 | Safe House Season 4: Vote        | Thành viên | Youtube |                    | [ 23 ]                      |
| 2022 | School Rangers                   | Khách mời  | Youtube | Tập 242, 243, 244  | [ 24 ] [ 25 ] [ 26 ]        |
| 2023 | Project Alpha Special            | Khách mời  | Youtube |                    | [ 27 ]                      |
| 2023 | Little Big World with PondPhuwin | Khách mời  | Youtube | Tập 12             | [ 28 ]                      |
| 2023 | SosatSeoulsay                    | Khách mời  | Youtube | Tập 170            | [ 29 ]                      |
| 2023 | The Wall Song                    | Khách mời  | Youtube | Tập 139            | [ 30 ]                      |

## Âm nhạc
| Năm  | Tên bài hát                  | Ghi chú | Phim                    | Chú thích |
| ---- | ---------------------------- | --- | ----------------------- | --------- |
| 2022 | ข้างกัน (City)                 | Cùng với Nattawat Jirochtikul (Fourth) | OST My School President | [ 31 ]    |
| 2023 | ง้อว (Smile Please)           | với Nattawat Jirochtikul (Fourth) Arun Asawasuebsakul (Ford) Kittipop Sereevichayasawat (Satang) Thanawin Pholcharoenrat (Winny) Pheerawit Koolkang (Captain) Pakin Kua-anuvit (Mark) Teepakorn Kwanboon (Prom) | OST My School President | [ 32 ]    |
| 2023 | เพลงรัก (Hook)                | Chính mình | OST My School President | [ 33 ]    |
| 2023 | แค่ครั้งเดียว (Once Upon a Time) | với Nattawat Jirochtikul (Fourth) Arun Asawasuebsakul (Ford) Kittipop Sereevichayasawat (Satang) | OST My School President | [ 34 ]    |
| 2023 | รักษา (Healing)               | với Nattawat Jirochtikul (Fourth) Arun Asawasuebsakul (Ford) Kittipop Sereevichayasawat (Satang) | OST My School President | [ 35 ]    |
| 2023 | The Moon Represents My Heart | với Pirapat Watthanasetsiri (Earth) Sahaphap Wongratch (Mix) Thanawat Rattanakitpaisan (Khaotung) Kanaphan Puitrakul (First) Nattawat Jirochtikul (Fourth)                                                      | OST Moonlight Chicken   | [ 36 ]    |
| 2023 | เขินให้หน่อย (You're Blushing?) | Với Fourth Nattawat |                         | [ 37 ]    |

## Chuyến lưu diễn
| Năm  | Tên chương trình                              | Nghệ sĩ | Địa điểm                             | Tham khảo            |
| ---- | --------------------------------------------- | --- | ------------------------------------ | -------------------- |
| 2023 | MY SCHOOL PRESIDENT PROM NIGHT                | Dàn diễn viên My School President                                                                                              | Union Hall, Union Mall               | [ 38 ]               |
| 2023 | Gemini - Fourth 1st Fan Meeting in Cambodia   | Nattawat Jirochtikul (Fourth)                                                                                                  | Aeon Mall Mean Chey                  | [ 39 ]               |
| 2023 | GMMTV Fan Day 4 in Osaka                      | Dàn diễn viên My School President & Joong, Dunk                                                                                | Dojima River Forum                   | [ 40 ]               |
| 2023 | Gemini - Fourth Summer Holiday In Vietnam     | Nattawat Jirochtikul (Fourth)                                                                                                  | The Adora Center                     | [ 41 ] [ 42 ] [ 43 ] |
| 2023 | My School President 1st Fan Meeting in Taipei | Dàn diễn viên My School President                                                                                              | Zepp New Taipei                      | [ 44 ]               |
| 2023 | Gemini Fourth 1st Fan Meeting in Tokyo        | Nattawat Jirochtikul (Fourth)                                                                                                  | Ex Theater Roppongi                  | [ 45 ]               |
| 2023 | Love Out Loud (LOL) Fan Fest 2023: LOVOLUTION | Dàn diễn viên Our Skyy 2 (Earth, Mix, Jimmy, Sea, Force, Book, First, Khaotung, Ohm, Nanon, Joong, Dunk, Pond, Phuwin, Fourth) | Royal Paragon Hall, 5F, Siam Paragon | [ 46 ]               |
| 2023 | Gemini Fourth My Turn Concert                 | Nattawat Jirochtikul (Fourth)                                                                                                  | Impact Arena                         | [ 47 ]               |

## Giải thưởng và đề cử
| Năm  | Giải thưởng                             | Hạng mục             | Nhân vật/Tác phẩm được đề cử                                  | Kết quả   | Chú thích     |
| ---- | --------------------------------------- | -------------------- | ------------------------------------------------------------- | --------- | ------------- |
| 2023 | 8th Golden Ginnaree Public Honor Awards | Best Couple Artists  | Norawit Titicharoenrak (Gemini) Nattawat Jirochtikul (Fourth) | Đoạt giải | [ 48 ]        |
| 2023 | KAZZ Awards 2023                        | Hottest Artist Award | Norawit Titicharoenrak (Gemini) Nattawat Jirochtikul (Fourth) | Đoạt giải | [ 49 ] [ 50 ] |